# Adrien de Grimberghe d'Assche
Adrien de Grimberghe, seigneur d'Assche, est un homme politique bruxellois.

## Biographie
D'une branche de la maison Berthout, Adrien de Grimberghe est le fils de Robert IV de Grimberghe d'Assche et de Marie de Florenville, petit-fils de Jean van Grimberghe, seigneur d'Assche, chevalier, comte de Megem, et de sa première épouse dame Beatrix t'Serclaes (fille d'Éverard t'Serclaes). Il est le neveu de Catherine van Assche.
Guidon héréditaire de Brabant, il est échevin en 1474 et trésorier en 1475 de Bruxelles. Il devient bourgmestre de Bruxelles en 1488. Il est remplacé comme étant trop favorable au roi.
Il est le père du bourgmestre Antoine de Grimbergen van Assche et l'ancêtre de Gilles-François de Graimberg de Belleau.

## Bibliographie

Armoiries de la famille van Assche admise aux Lignages de Bruxelles : équipolé de 13 points d'argent sur 12 de sable.